# Герб Вижниці
Герб Ви́жниці — офіційний символ Вижниці Чернівецької області, затверджений рішенням сесії міської ради.

## Опис
Щит перетятий двічі. На першій золотій частині трикутна синя гора із золотою нитяною облямівкою, з якої виходять промені.
На другій золотій — сині дерева, хвойне і листяне.
На третій синій — три ряди золотих хвиль, шість, чотири і дві. Поверх усього покладені два топірці навхрест, перемінних з полями кольорів, поверх них — лазурова таріль із золотим візерунком. Щит облямований декоративним картушем, увінчаний срібною міською короною і оповитий буковими гілочками, перевитими синьо-жовтою стрічкою.
Герб Вижниці розробив художник Валерій Жаворонков.